# Sabino Bilbao
Sabino Bilbao Líbano, Sabino (ur. 11 grudnia 1896 w Leioa, zm. 19 stycznia 1983 w Getxo) – hiszpański piłkarz, pomocnik. Srebrny medalista olimpijski z Antwerpii.
Jako zawodnik Athletic Bilbao był w kadrze reprezentacji podczas igrzysk olimpijskich w 1920, gdzie Hiszpania zajęła drugie miejsce. Sabino Bilbao wystąpił w dwóch meczach turnieju i były to jego jedyne mecze w reprezentacji. Z Athletic sięgał po Puchar Króla w 1921 i 1923.